# Иванов, Евгений Алексеевич
Евгений Алексеевич Иванов (13 февраля 1911, Преображенский, Санкт-Петербургская губерния — 10 июля 1983, Москва) — советский авиаконструктор, Герой Социалистического Труда (1976), доктор технических наук, лауреат Ленинской и Государственной премий СССР.

## Биография
Евгений Алексеевич Иванов родился 13 февраля 1911 года в посёлке Преображенское (ныне — Толмачёво, Лужский район Ленинградской области). После окончания девяти классов школы работал кочегаром, токарем, начальником цеха опытного завода, начальником группы Московского завода «Красный блок». В 1936 году окончил вечернее отделение Московского машиностроительного института, после чего возглавил группу в объединении «Гипроавиапром». Позднее работал на заводе № 207 Народного комиссариата авиационной промышленности СССР, прошёл путь от начальника технического отдела до главного технолога завода. С 1939 года работал главным инженером завода. В этом время тесно работал с генеральным конструктором П. О. Сухим, руководил созданием и внедрением технологий серийного выпуска самолётов его ОКБ.
С ноября 1949 года Иванов работал главным инженером лётно-испытательской и доводочной базы ОКБ А. Н. Туполева в Жуковском. В мае 1953 года занял должность заместителя главного конструктора, и. о. директора и главного инженера завода в системе ОКБ П. О. Сухого, а в 1959 году стал заместителем Сухого. При его непосредственном участии создавались все самолёты, разработанные в ОКБ. Активно занимался не только конструкторской и производственной работой, но и научной деятельностью, в 1970 году защитил докторскую диссертацию. За время его работы в качестве заместителя генерального конструктора в ОКБ были разработаны и внедрены новые методы проектирования с применением электронно-вычислительных машин и систем автоматизированного проектирования (впервые в советском авиастроении). Когда в 1975 году умер Сухой, Иванов занял его должность.
В январе 1983 года вышел на пенсию. Скончался 10 июля того же года, похоронен на Кунцевском кладбище Москвы.

## Награды и звания
- Закрытым Указом Президиума Верховного Совета СССР в 1976 году Иванов был удостоен звания Героя Социалистического Труда с вручением ордена Ленина и медали «Серп и Молот»[4]
- Ленинская премия (1967)[4]
- Государственная премия СССР (1975)[4]
- награждён двумя орденами Ленина и двумя орденами Трудового Красного Знамени, а также рядом медалей[4]